# Orfelia excelsa
Orfelia excelsa är en tvåvingeart som beskrevs av Chandler 1994. Orfelia excelsa ingår i släktet Orfelia och familjen platthornsmyggor.
Artens utbredningsområde är Israel. Inga underarter finns listade i Catalogue of Life.